# Бруньковский, Александр Григорьевич
Алекса́ндр Григо́рьевич Брунько́вский (23 января 1963, Одесса) — кинорежиссёр, сценарист, художник, идеолог и основоположник художественного движения под названием "Роман изображений".

## Биография
В 1982 году окончил Одесское художественное училище имени Грекова. Работал художником в театрах Москвы в том числе во МХАТе.
В 1996 году окончил режиссёрский факультет ВГИКа (мастерская Марлена Хуциева). Дипломная работа — полнометражный фильм «Возвращение Будды» (1994) по повести Всеволода Иванова.
В 1997 году А. Бруньковский снял документальную ленту «Волшебный Замок» в проекте «100 фильмов о Москве».
В том же году Бруньковский стал одним из первых работников рождающегося телеканала «Культура». Составлял программы документального показа фильмов. Именно, во многом, благодаря этим показам, отношение к документальному кино изменилось, вызвав волну широкого зрительского интереса.
В 2003 году снял документальный фильм «Женитьба по-итальянски» с участием всемирно известного сценариста и поэта Тонино Гуэрра. 
В сезоне 2003—2004 годов на Первом канале Александр Бруньковский был ведущим исторической программы «Искатели». Фильмы-новеллы он делал, выступая как режиссёр, сценарист, ведущий. Эти фильмы были представлены в номинации национальной премии документального кино и телевидения «Лавр».
В 2005 году Александр Бруньковский снял игровой фильм «Дополнительное время», прошедший на кинофестивале в Выборге, телеканале «Россия», в Доме Московского правительства, в Доме кино. В фильме снялись Олег Табаков и Александр Васильев. Фильм о том, как пенсионеры организовали собственный бизнес, был награждён призом «Серебряная Ладья» и Призом «За актёрский ансамбль».
Фильм Жизнь врасплох Александра Бруньковского впервые в российском кинематографе исследовал явление реалити-шоу. Фильм был представлен на различных кинофестивалях, в том числе «Кинотавр», на кинофестивале «Отражение» получил приз Зрительских симпатий, на фестивале «Профессия журналист» Приз гильдии кинорежиссёров России". Однако критики встретили его прохладно. Фильм был куплен телеканалами и удачно прошёл в кинотеатрах крупных кинопрокатных компаний «Двадцатый Век Фокс» СНГ | 20th Century Fox и Гемини фильм.
В 2009 году заметным проектом на Первом канале стал исторический цикл «Севастопольские рассказы», повествующий о Севастополе со времён приезда туда Екатерины II до Хрущёвских 1950-х. Об этой работе Народный артист СССР Олег Табаков, в частности, сказал: «…Севастопольские рассказы мне показались интересными прежде всего потому, что там не было стереотипов воспроизведения батального кино. Кино через человека, война через человека… Это не так часто встречается в нашем кинематографе. Я думаю, что профессия кинорежиссёра, свидетельствует о том, что это мир глазами этого человека. Мне кажется Саша Бруньковский соответствует этому призванию. Он занят своим любимым делом…»
Премьера документального фильма «Марк Донской. Король и Шут» в 2011 году состоялась на 33-м Московском международном кинофестивале в кинотеатре «Октябрь», фильм был показан на фестивале «Соль Земли» в Самаре. (Приз жюри, и диплом Самарской губернской думы).
С 2013 года идёт работа над игровым проектом по сценарию Тонино Гуэрра «Расцветшая зима».
В 2016 году вышла в свет книга Бруньковского «Подсказки», представленная в оригинальном жанре и форме — «роман изображений». Истории новой волны переселения народов нарисованы и написаны автором.
C 2016 году Александр Бруньковский — куратор и руководитель современного проекта «Media-клуб Чехов», который стал местом регулярных творческих встреч с деятелями искусств. Среди гостей клуба были: кинорежиссёр Марлен Хуциев, режиссёры Вера Глаголева, Оксана Матиевская, киноведы Кирилл Разлогов, Андрей Шемякин, Георгий Дарахвелидзе, писатель Александр Снегирев, актеры Игорь Золотовицкий, художник и актер Александр Адабашьян и многие другие.
В 2018 году на Московском международном кинофестивале состоялась премьера документального фильма Александра Бруньковского "Into нация большой Одессы ", который впоследствии получил Приз кинофестиваля МЕКФ в категории «Лучший полнометражный документальный фильм», специальный приз IX Международного фестиваля «Свидание с Россией» (Вологда, 2018), стал лауреатом кинопремии Золотой Единорог ( Golden Unicorn Awards) в номинации "Лучший полнометражный документальный фильм" (Лондон, 2018).
Александр Бруньковский награжден Призом Федерации киноклубов Российской Федерации за творческие открытия и вклад в киноискусство.
Его работа - анимационный фильм "Расцветшая зима" по новелле итальянского драматурга Тонино Гуэрры получила множество наград: приз XI Фестиваля "Короче" за Лучший анимационный фильм, призы Международного кинофестиваля "Свидание с Россией" за Лучший фильм специальной анимационной программы (Архангельск), за Лучшее изобразительное решение (Улан-Удэ), награду «За точный диагноз духовного недуга для спасения человеческих взаимоотношений» Митрополита Николая Ахалкалакского, Кумурдойского и Карского на XXIХ Открытом российском фестивале анимационного кино "Суздальфест", специальный диплом жюри XХХ Международного фестиваля фильмов о правах человека «Сталкер» "За красоту", премию "Лучший анимационный фильм" на V Премии Гильдии киноведов и кинокритиков Союза кинематографистов России по итогам 2024 года, международную Пушкинскую премию в номинации "Кинематография" в 2024 году в Риме.
Летом 2024 года в Выставочном зале Фонда Андрея Чеглакова успешно прошла персональная выставка Александра Бруньковского "Расцветшая зима. Тонино Гуэрра и моя итальянская улица".

## Другая деятельность
Александр Бруньковский проявляет себя в разных жанрах искусства. Выставки его рисунков и акварелей прошли в Доме Кино, (ЦДК), Государственном Центре Современного Искусства (ГЦСИ), Центральном доме Работников Искусств (ЦДРИ). Александр Бруньковский активно участвует в работе киноклубов, выездных показах кинофестивалей.
Режиссёр работает и проживает в России.

### Фильмография
| Год  |     | Название                                                      | Роль |
| ---- | --- | ------------------------------------------------------------- | --- |
| 1992 | ф   | Землемер                                                      | сценарист, режиссёр                                                                                                |
| 1995 | ф   | Возвращение Будды                                             | режиссёр, соавтор сценария (совместно с Н.Шаховой и А.Детковым), актёр, художник (совместно с Александром Карюком) |
| 1998 | док | Волшебный замок                                               | сценарист, режиссёр                                                                                                |
| 2001 | док | История Марины                                                | сценарист, режиссёр                                                                                                |
| 2002 | док | Ирина Скобцева. Жизнь Дездемоны                               | режиссёр, сценарист                                                                                                |
| 2003 | док | Женитьба по-итальянски                                        | режиссёр, сценарист                                                                                                |
| 2003 | док | Маршал Лёлик Табаков                                          | сценарист, режиссёр                                                                                                |
| 2005 | ф   | Дополнительное время                                          | режиссёр, сценарист                                                                                                |
| 2007 | ф   | Жизнь врасплох                                                | режиссёр, соавтор сценария (совместно с Анной Яровенко), художник, актёр                                           |
| 2008 | док | Севастопольские рассказы. Крымские каникулы Екатерины Великой | режиссёр-постановщик                                                                                               |
| 2008 | док | Севастопольские рассказы. Толковый словарь русского флота     | режиссёр-постановщик                                                                                               |
| 2009 | док | Севастопольские рассказы. Крымская война                      | режиссёр-постановщик                                                                                               |
| 2009 | док | Севастопольские рассказы. Оборона Севастополя                 | режиссёр-постановщик                                                                                               |
| 2010 | док | Севастопольские рассказы. Под грифом "секретно"               | режиссёр-постановщик                                                                                               |
| 2010 | док | Тонино. Я не вспоминаю                                        | режиссёр, сценарист, оператор                                                                                      |
| 2011 | док | Марк Донской. Король и Шут                                    | режиссёр, оператор                                                                                                 |
| 2011 | ф   | Акварель                                                      | режиссёр, сценарист, продюсер                                                                                      |
| 2012 | док | Опять 25. История одной Табакерки                             | режиссёр, соавтор сценария (совместно с Еленой Ямпольской)                                                         |
| 2012 | док | Пепел детства                                                 | режиссёр, совместно с Ивом Гуле                                                                                    |
| 2013 | ф   | Расцветшая зима (не окончен)                                  | режиссёр |
| 2018 | док | Into_нация Большой Одессы                                     | режиссёр, сценарист                                                                                                |